# Mayomyia diversipennis
Mayomyia diversipennis är en tvåvingeart som beskrevs av Malloch 1934. Mayomyia diversipennis ingår i släktet Mayomyia och familjen myllflugor. Inga underarter finns listade i Catalogue of Life.